# Festuca staroplaninica
Festuca staroplaninica  (лат.) — вид однодольных растений рода Овсяница (Festuca) семейства Злаки (Poaceae). Растение впервые описано болгарским ботаником В. Велчевым в 2002 году.

## Распространение, описание
Эндемик Болгарии, распространённый в центральных Балканских горах. Типовой экземпляр собран в 1987 году и описан из горы Козя-Стена, с участка на высоте 1640 м.
Гемикриптофит. Многолетнее, растущее плотной группой растение. Стебель прямостоячий, 40—80 см длиной. Лист шириной 0,5—0,9 мм, нитевидный. Соцветие — продолговатая метёлка 5—14 см в длину. Цветки размером 4,2—7 мм, по 4—8 на каждом растении.